# 135 Pułk Artylerii Ciężkiej
135 pułk artylerii ciężkiej (135 pac) – oddział artylerii ciężkiej ludowego Wojska Polskiego.
Pułk został sformowany w 1951, w garnizonie Sandomierz (Krakowski OW), w składzie 12 Korpusu Piechoty (od 1953  – 12 Korpusu Armijnego).
We wrześniu 1955 roku jednostka została rozformowana.